# Hans Schellnhuber
Hans Schellnhuber (* 21. Juni 1887 in Ortenburg; † 25. Mai 1968 auf Schloss Ortenburg) war ein deutscher Verwalter des Schlosses Ortenburg, Redakteur des Ortenburger Wochenblattes und Heimatforscher.

## Leben
Hans Schellnhuber wurde am 21. Juni 1887 im niederbayerischen Ortenburg geboren. Im Jahre 1910 trat er in den Dienst der Grafen zu Ortenburg, welche im fränkischen Tambach residierten. Schellnhuber übernahm die Stelle des Schlossverwalters für das Stammschloss Alt-Ortenburg. Er bezog daraufhin seine Dienstwohnung im Schloss.
Zu seinem Dienstbeginn war Schloss Ortenburg bereits in einem ruinösen Zustand. Schellnhuber beschränkte sich aber nicht nur auf die Erhaltung des Bestands, sondern renovierte uneigennützig und selbstständig Teile der Schlossanlage. Trotz der beiden Weltkriege schritten die Arbeiten am Schloss stets voran. Während des Zweiten Weltkrieges wurden in den leerstehenden Räumen zahlreiche Gegenstände aus Museen und Bibliotheken untergebracht. So fanden 1944 die Sammlungen der Pfälzischen Landesgewerbeanstalt und des Volksmuseums Kaiserslautern, die Palatina-Bibliothek (heute Bestandteil der Pfalzbibliothek in Kaiserslautern), sowie gegen Kriegsende, zum Schutz vor Fliegerangriffen, die Bestände des Münchner Stadtmuseums und der Universitätsbibliothek Münchens im Schloss unterschlupf. Die Sicherung und der Erhalt all dieser Bestände oblag allein Hans Schellnhuber. Es gelang ihm in den letzten Weltkriegstagen, auch die Sammlungen vor Plünderungen zu bewahren. Einige dieser Bestände verblieben bis in die 1960er Jahre auf dem Schloss und damit unter seiner Obhut.
Neben seinen Aufgaben als Schlossverwalter befasste sich Schellnhuber jahrzehntelang mit der Erforschung der Geschichte der einstigen reichsunmittelbaren Grafschaft Ortenburg.
Am 12. Mai des Jahres 1950 wurde Schellnhuber von der Gemeinde Ortenburg für seine Verdienste um die Ortenburger Geschichte und das Schloss die Ehrenbürgerschaft verliehen. Für seine Verdienste zur Bewahrung von Kulturgut im Zweiten Weltkrieg und seine Arbeiten zur Geschichte des Ostbayerischen Raumes wurde ihm am 18. Dezember 1960 das Bundesverdienstkreuz am Bande verliehen. Am 25. Mai 1968 verstarb Schellnhuber auf Schloss Ortenburg.

## Schriften
- Schloß Ortenburg – seine Geschichte und seine baulichen Sehenswürdigkeiten. Ortenburg 1924.
- Von Krieg und Streit in alter Zeit – Ortenburgs Kriegsereignisse. In: Aus Ortenburgs Vergangenheit, Heft 1. Ortenburg 1959, S. 3–11.
- Die Reformation in der Reichsgrafschaft Ortenburg. In: 400 Jahre Evang.-Luth. Kirchengemeinde Ortenburg 1563–1963. Ortenburg 1963, S. 6–42.
- Hrsg.: 400 Jahre Evang.-Luth. Kirchengemeinde Ortenburg 1563–1963. Ortenburg 1963.